# Abdulsalami Abubakar
Abdulsalami Abubakar (Minna, 13 giugno 1942) è un politico e generale nigeriano, Presidente della Nigeria dal 1998 al 1999. Ha guidato il periodo di transizione intercorso tra la fine del regime di Sani Abacha e la Quarta Repubblica nigeriana.